# St. Antonius Einsiedler (Iseringhausen)

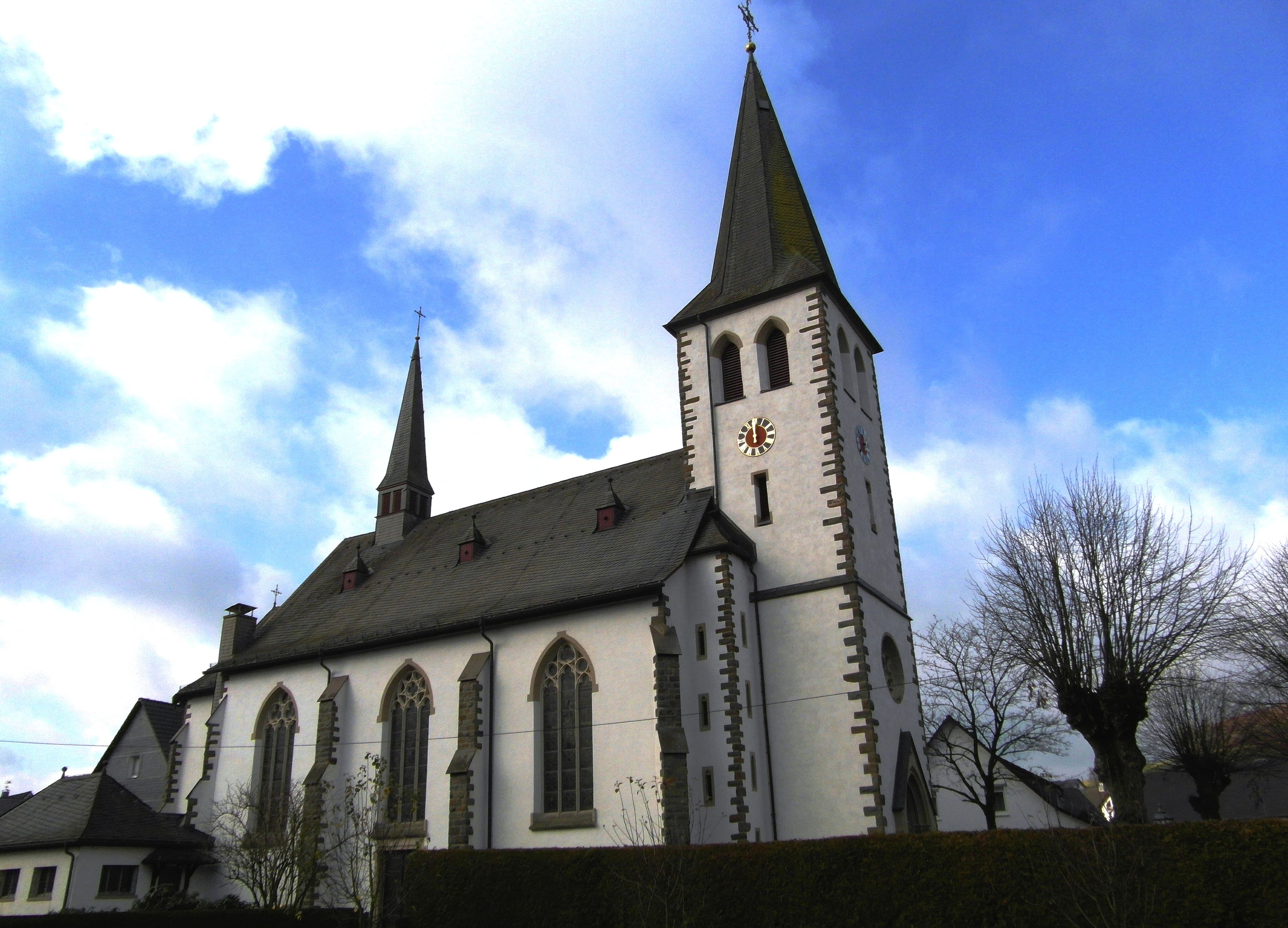
St. Antonius Einsiedler Iseringhausen

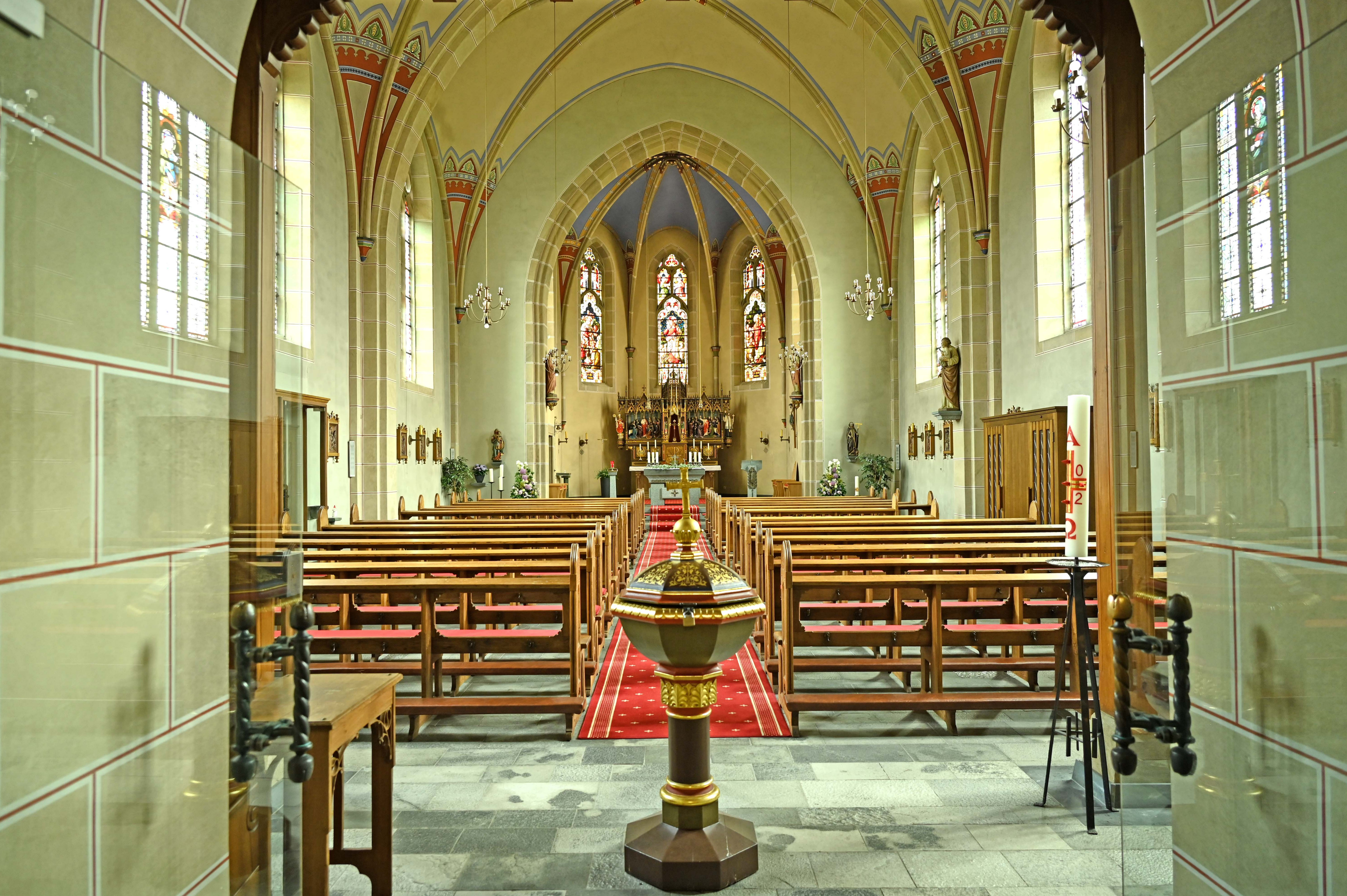
Innenraum

Die katholische Filialkirche St. Antonius Einsiedler ist ein denkmalgeschütztes Kirchengebäude in der Brachtpetalstr. 9 in Iseringhausen, einem Ortsteil von Drolshagen im Kreis Olpe (Nordrhein-Westfalen). Sie ist benannt nach dem ägyptischen Mönch und Einsiedler Antonius und gehört zum Dekanat Südsauerland des Erzbistums Paderborn. 

## Geschichte und Architektur
Die neugotische Saalkirche von drei Jochen und einem eingezogenen Chor mit 5/8-Schluss wurde von 1908 bis 1909 unter der Leitung von Wilhelm Sunder-Plaßmann errichtet. Der Turm steht nordöstlich. Der Putzbau ist durch steinsichtige Kanten, Strebepfeiler und einen Sockel gegliedert. Das Langhaus ist mit dreibahnigen, der Chor mit zweibahnigen Maßwerkfenstern ausgestattet. Im Innenraum wurde ein Kreuzrippengewölbe eingezogen, in den Chor ein Sterngewölbe. Im Chor steht ein neugotisches Altarretabel. Im Übrigen stammt die Ausstattung aus der Bauzeit der Kirche.
Das bekannte Altarretabel schuf der aus Grevenbrück stammende Bildhauer Matthias Beule, der in den Jahren 1906 bis 1909 im benachbarten Olpe ein Atelier unterhielt und zu dieser Zeit auch die Portale der St.-Martinus-Kirche in Olpe schuf; später ist Beule durch seine Arbeiten an Kirchneubauten in Oberschlesien bekannt geworden.

Die Orgel stammt von der Firma Gebrüder Stockmann aus Werl und wurde 1989 erbaut. Sie besitzt zwölf Register, verteilt auf zwei Manuale und Pedal.

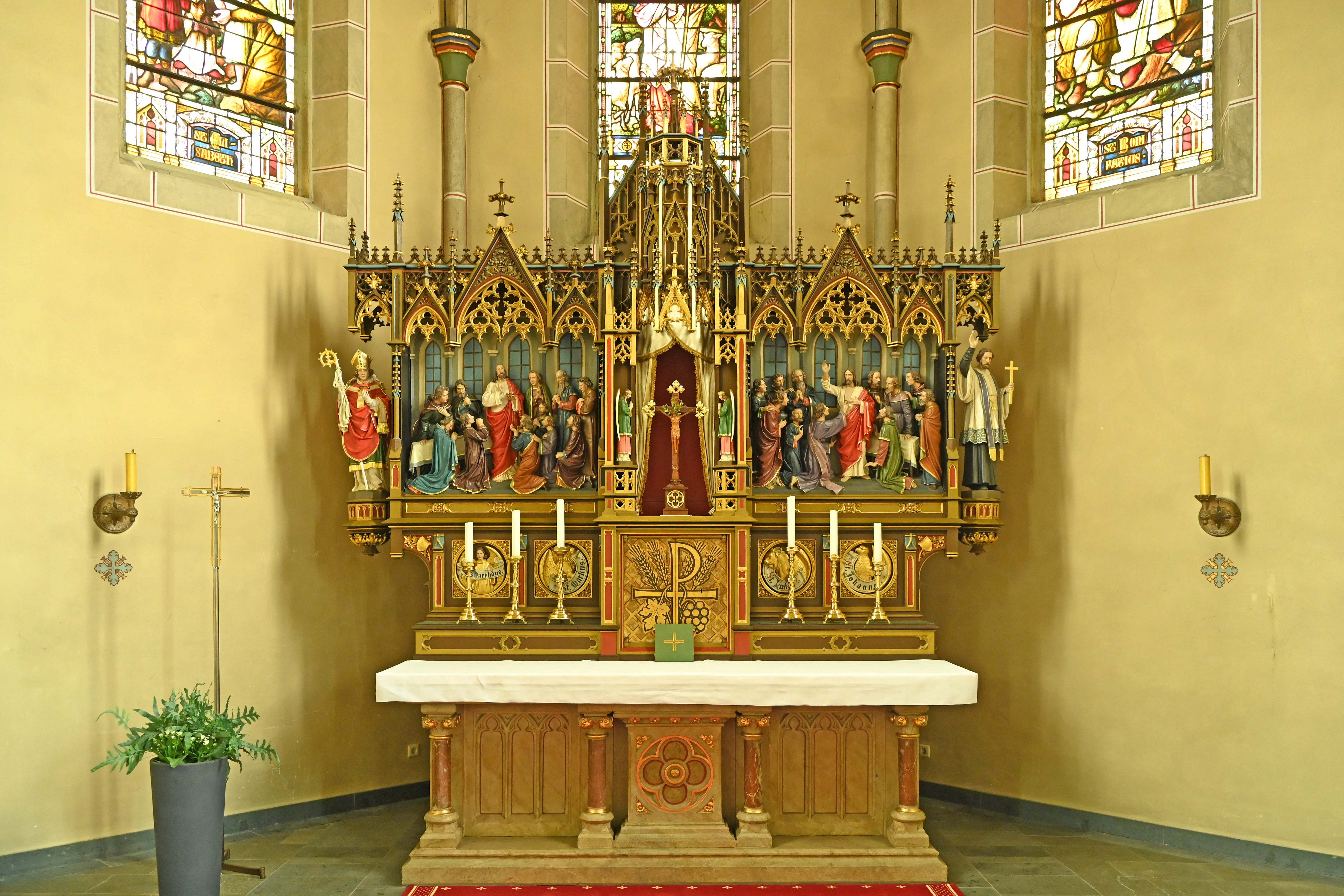
Hochaltar von Matthias Beule
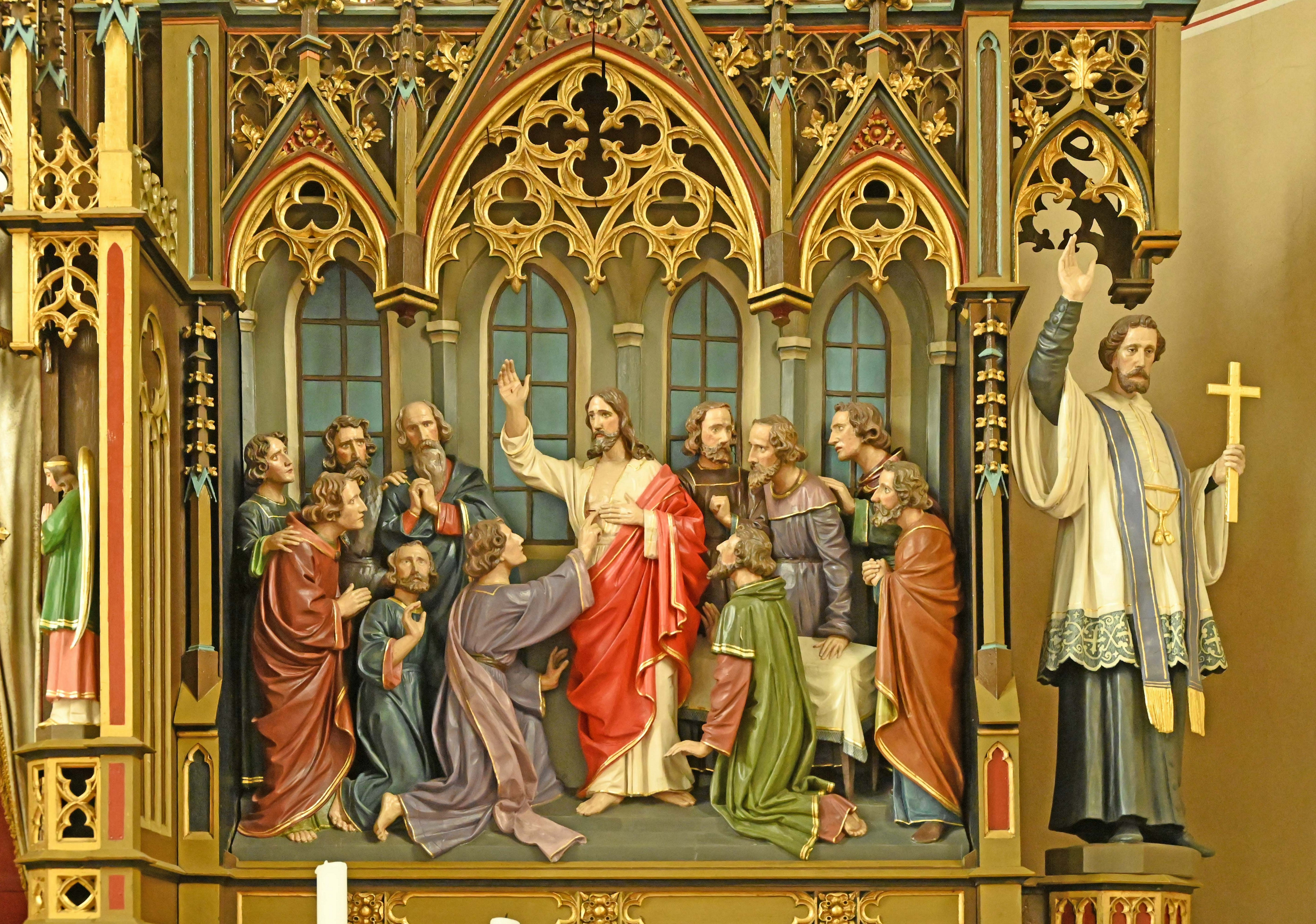
Altarretabel, Detail
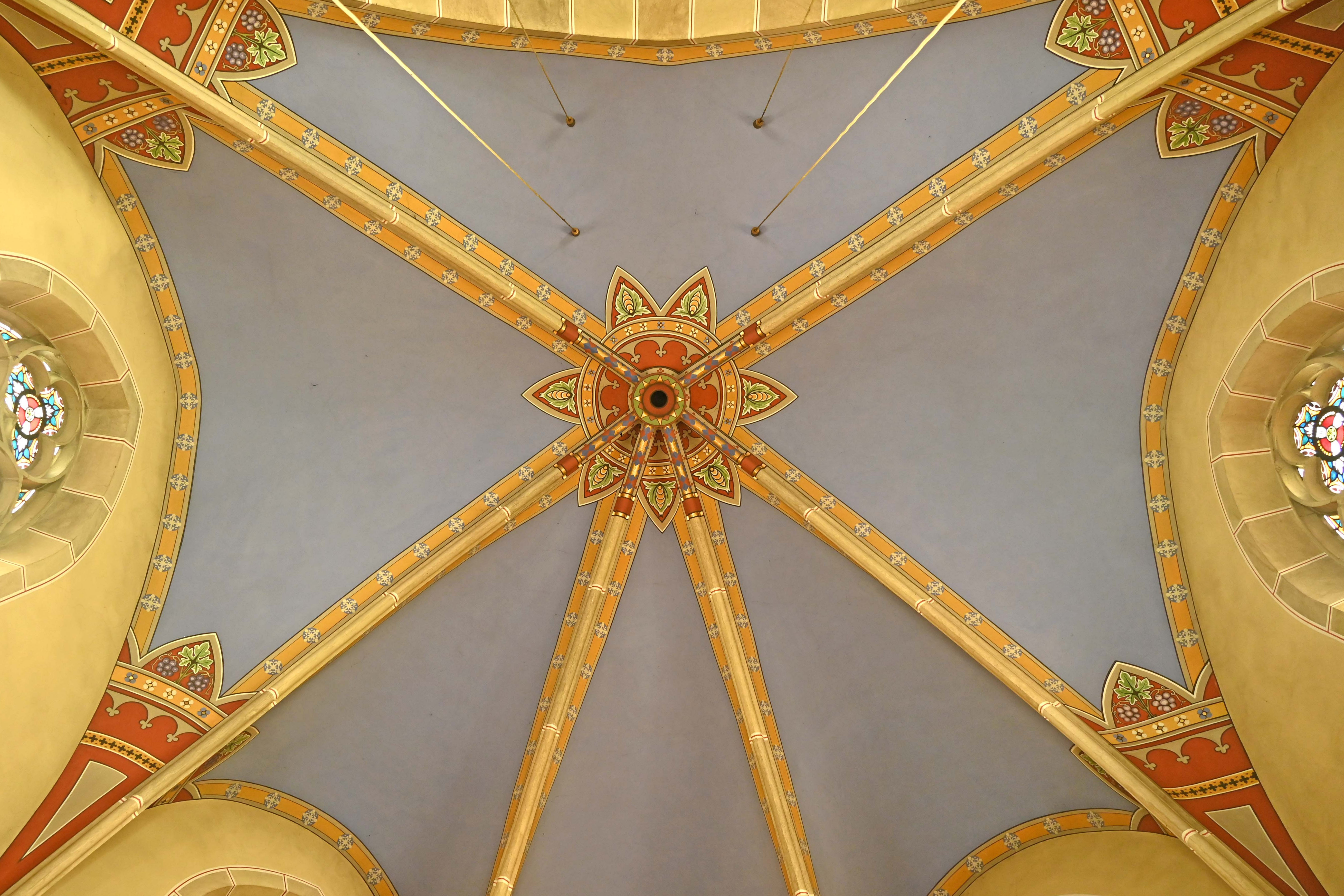
Chorgewölbe
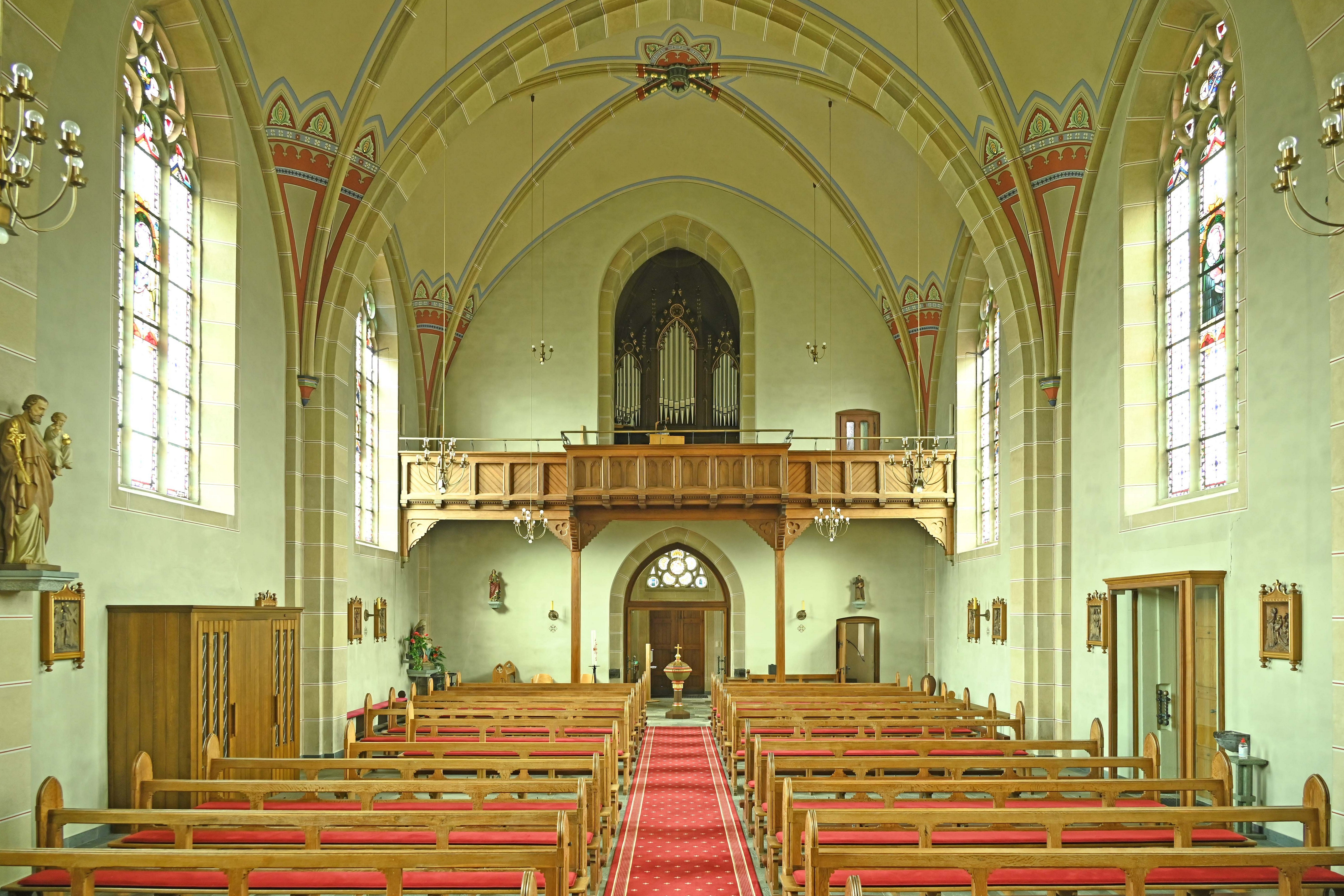
Blick zur Orgelempore
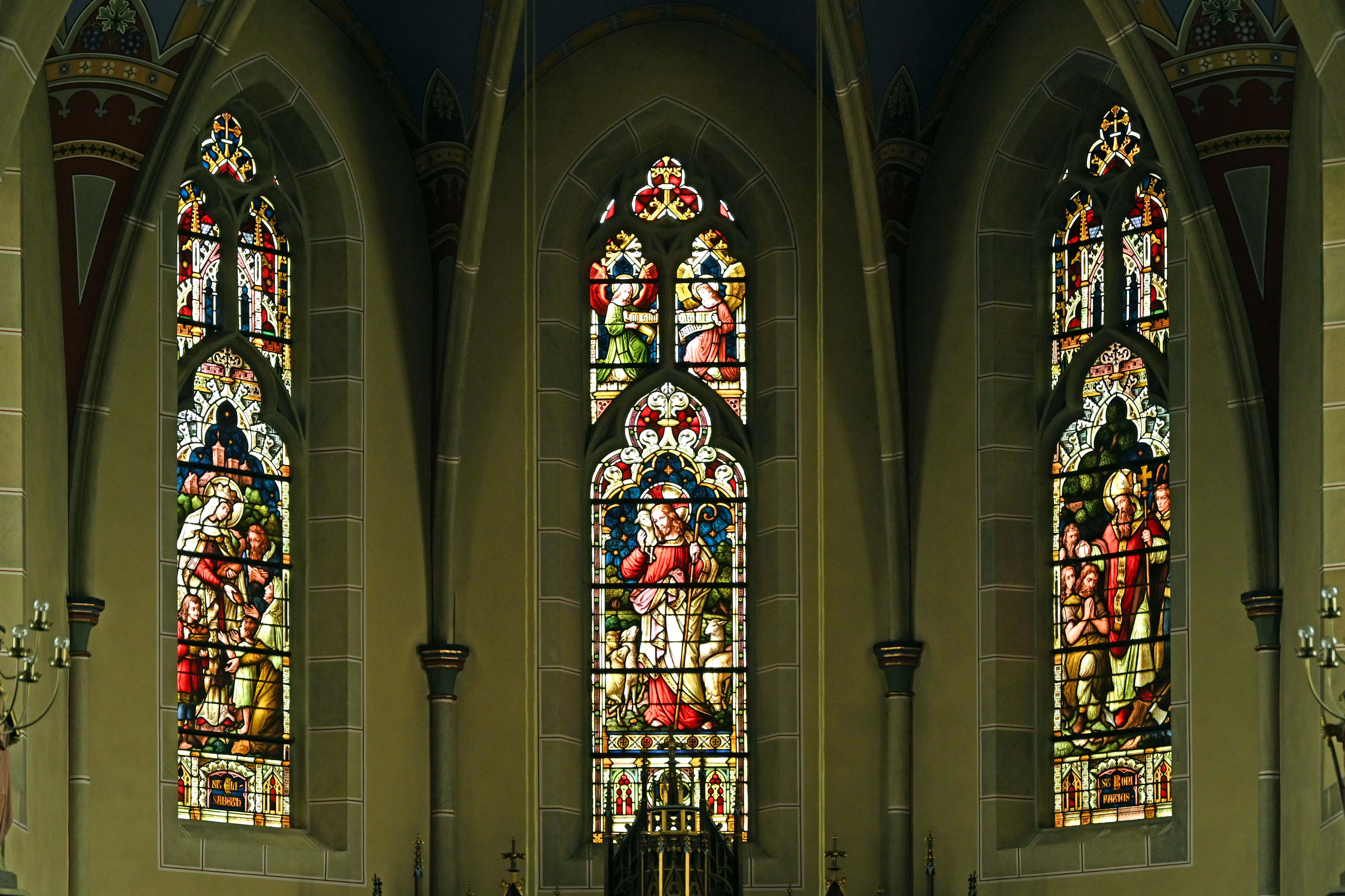
Chorfenster von W. Derix (1909)
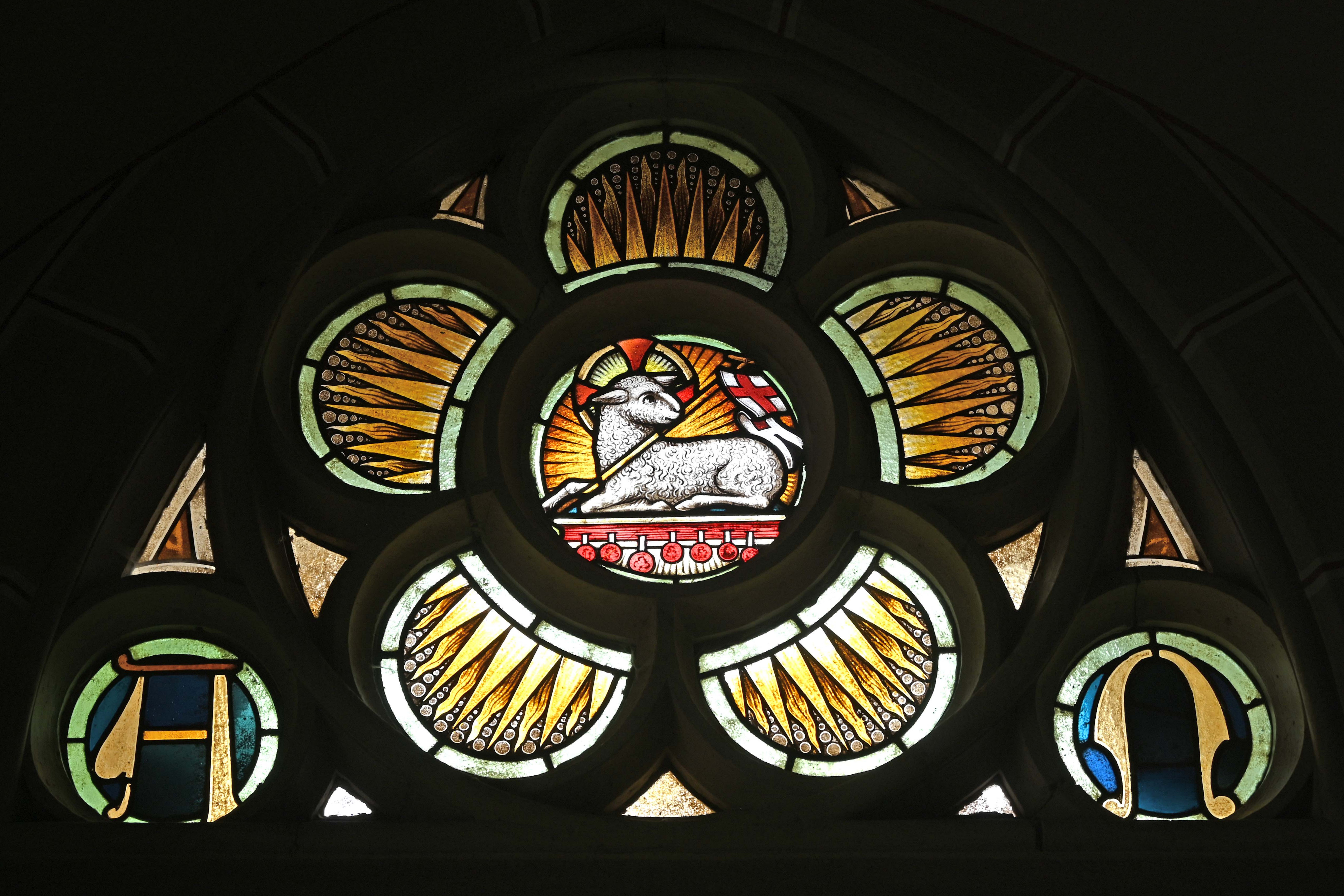
Fenster von Franz Hange (1909)
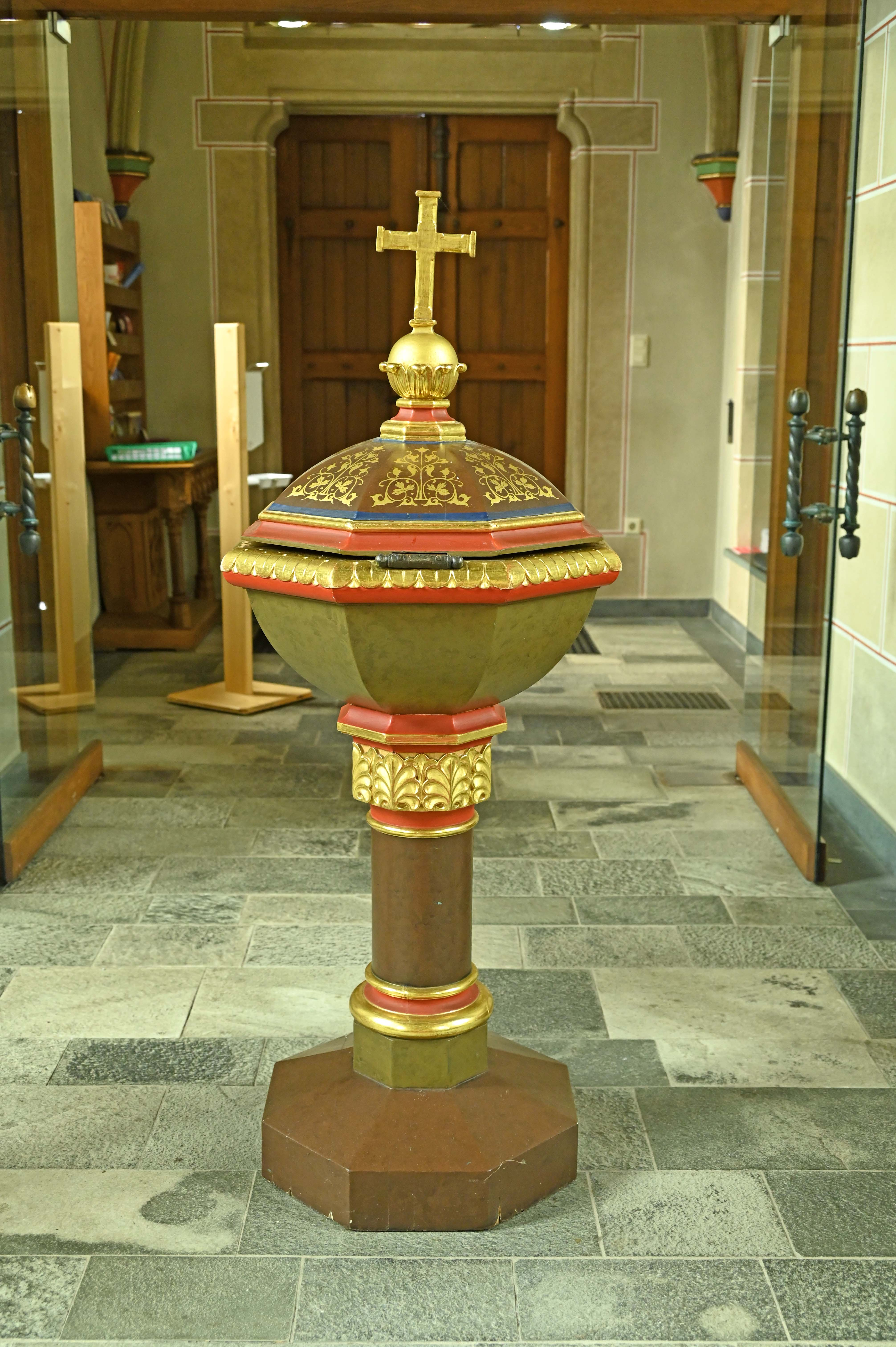
neugot. Taufstein